# Xylopia langsdorfiana
Xylopia langsdorfiana là loài thực vật có hoa thuộc họ Na. Loài này được St.Hilaire & Tulasne miêu tả khoa học đầu tiên.